# Stadtfriedhof Engesohde

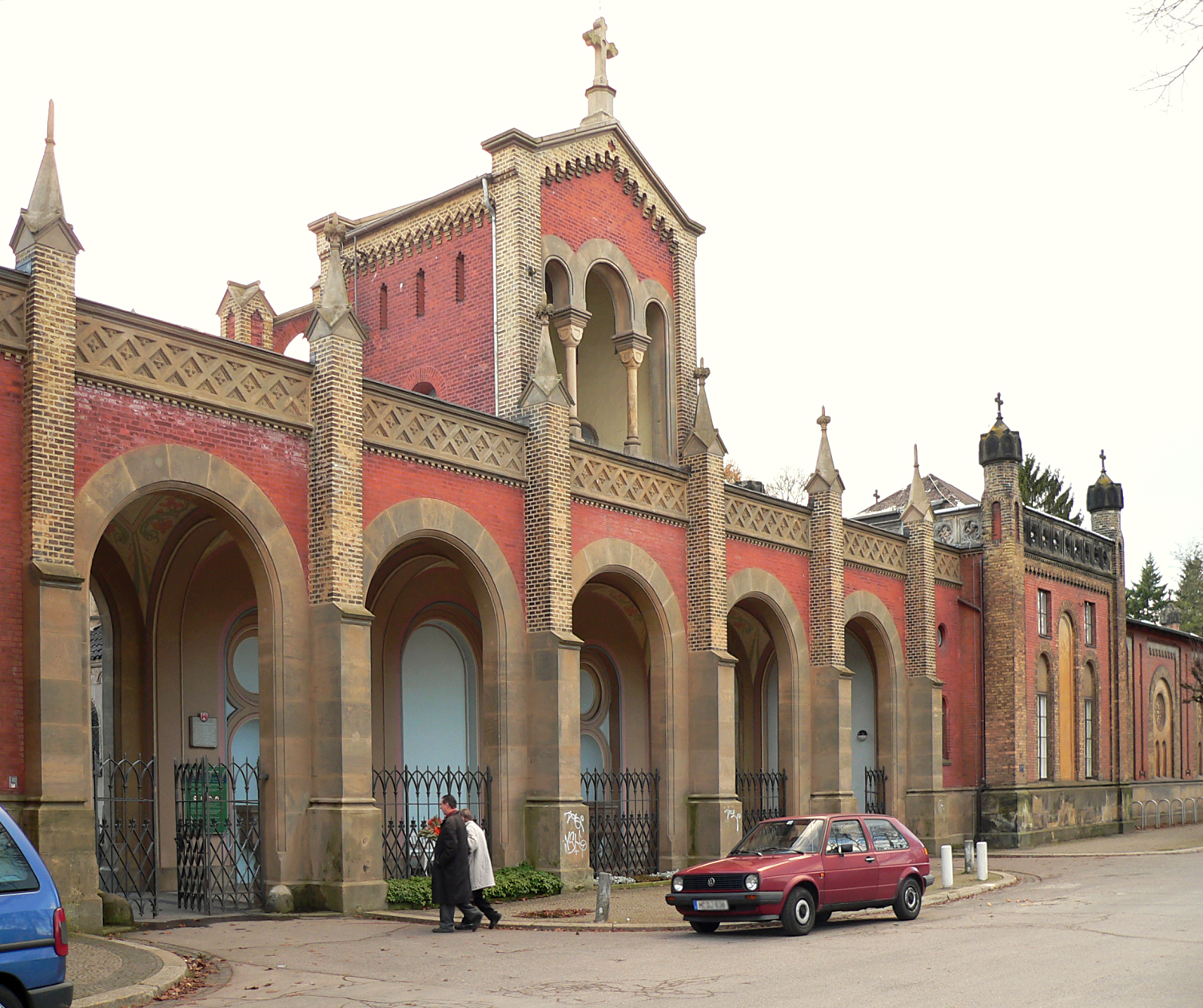
Haupteingang mit Torhaus

Der Stadtfriedhof Engesohde ist einer der ältesten kommunalen Friedhöfe von Hannover. Er wurde von 1861 bis 1864 angelegt und liegt heute im Stadtteil Südstadt. Der Eingangsbau ist der einzig erhaltene Neubau von Ludwig Droste. Der Friedhof ist 21,7 Hektar groß und hat 52 Abteilungen.

## Allgemeines
Der Engesohder Friedhof zeichnet sich neben dem schönen Baumbestand durch seine zahlreichen künstlerisch gestalteten Grabdenkmäler und Gruftgebäude aus. Auf dem Friedhof befinden sich zahlreiche Gräber prominenter Bewohner Hannovers, von denen nur die der Tänzerin Yvonne Georgi, des Dadaisten Kurt Schwitters und der Architekten Georg Laves und Dieter Oesterlen genannt seien. Der Friedhof liegt an der Orli-Wald-Allee 2 (ehemals Alte Döhrener Straße 96), zwischen Hildesheimer Straße und dem Maschsee.
Der Friedhof ist seit seiner Anlage bis heute in Belegung und für jeden Hannoveraner offen.
Eine informative Broschüre des Grünflächenamts der Landeshauptstadt Hannover (siehe unter Literatur) führt die Besucher auf einem Rundgang entlang 58 ausgewählter Grabstätten über den Friedhof, der einen Grundkurs in hannoverscher Stadtgeschichte auf ungewöhnliche Art bietet.

## Geschichte

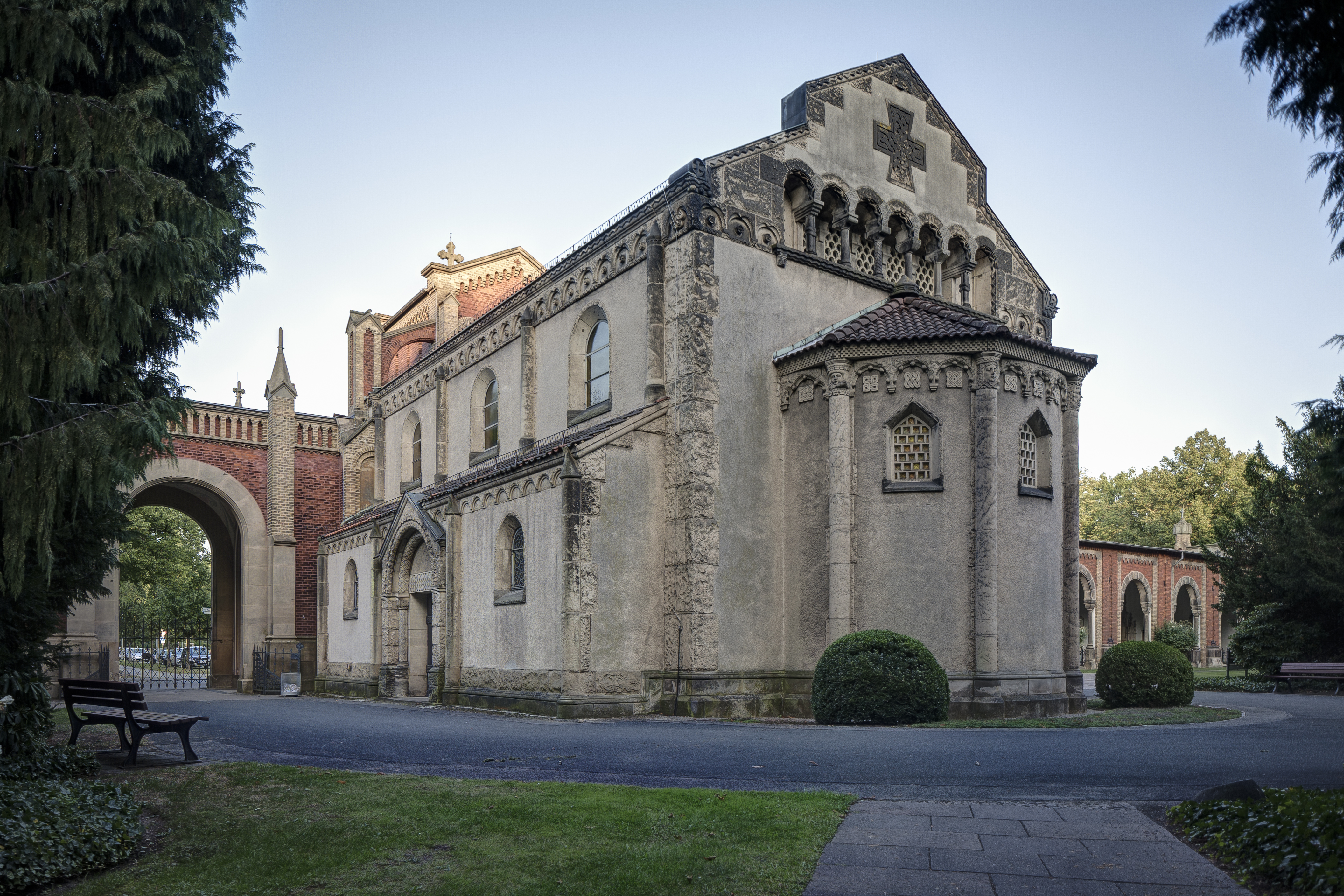
Kapelle von Oskar Barnstorf auf der Rückseite des Haupteingangs

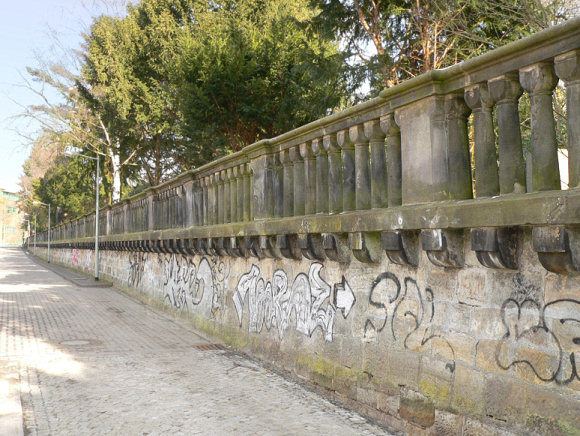
Frühere Balustrade des Schiffgrabens, heute Friedhofsmauer

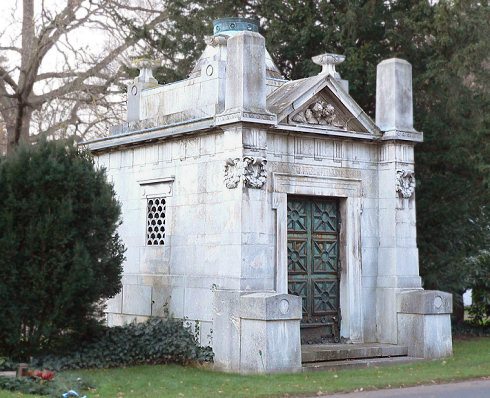
Eine der vielen gruften auf dem Friedhof

Der Stadtfriedhof Engesohde wurde als Ersatz für die geschlossenen alten hannoverschen Gemeinde-Friedhöfe St. Nikolai-Friedhof, Neustädter Friedhof und Gartenfriedhof angelegt. Der älteste Teil ist das nördliche Drittel (angelegt 1871–80). Der Eingangsbau im Rundbogenstil wurde 1873 von Ludwig Droste entworfen. Die Kapelle stammt in ihrer heutigen Form im neuromanischen Stil von Oskar Barnstorf (1910), die Reliefs schuf Elsbeth Rommel. Hinter der Kapelle, an der Ecke von Abteilung 20, ist einer der zwei noch existierenden gusseisernen „Bödeker-Engel“ aufgestellt, um 1854 von Georg Hurtzig entworfen und in der „Königshütte“ in Bad Lauterberg gegossen. Die Engelsfiguren, von denen es einmal 15 im Stadtgebiet von Hannover gab, gehen auf den populären hannoverschen Pastor Hermann Wilhelm Bödeker zurück, der mit ihnen seine Sammlungen zu wohltätigen Zwecken durchführte. Sein Grab befindet sich auch auf dem Engesohder Friedhof. Der Urnenhain wurde nach Plänen von Albrecht Haupt angelegt.
Ein Unikum: Als Begrenzungsmauer des (älteren) Nordteils des Friedhofs fand eine steinerne Balustrade Verwendung. Sie stand früher am Schiffgraben, einer heutigen Straße (zwischen Aegidientorplatz und Emmichplatz), die einmal eine Wasserstraße war. Sie wurde im Mittelalter als etwa 9 km langer Kanal für den Torf- und Holztransport vom Altwarmbüchener Moor durch die Eilenriede bis zum Aegidientor angelegt. Als der Wasserweg Mitte des 19. Jahrhunderts zugeschüttet wurde, kam die dann überflüssige Balustrade nach Engesohde.

## Grabmäler (Auswahl)

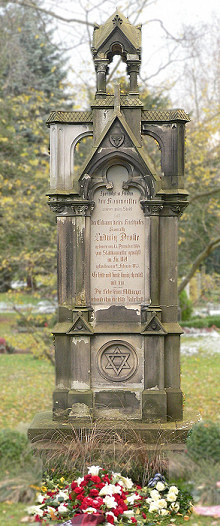
Grabmal des Friedhofserbauers Ludwig Droste

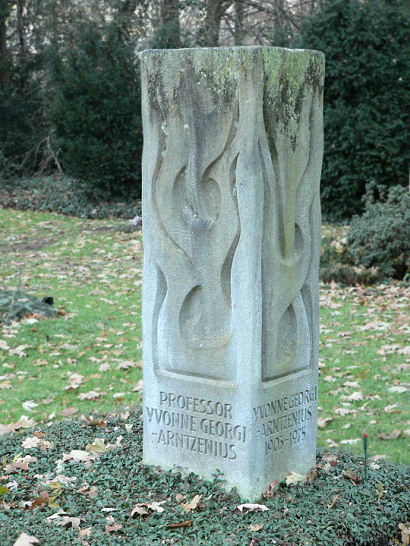
Grabstein Yvonne Georgi

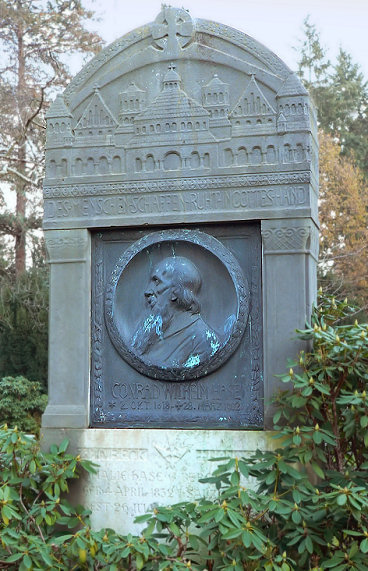
Grabmal Conrad Wilhelm Hase

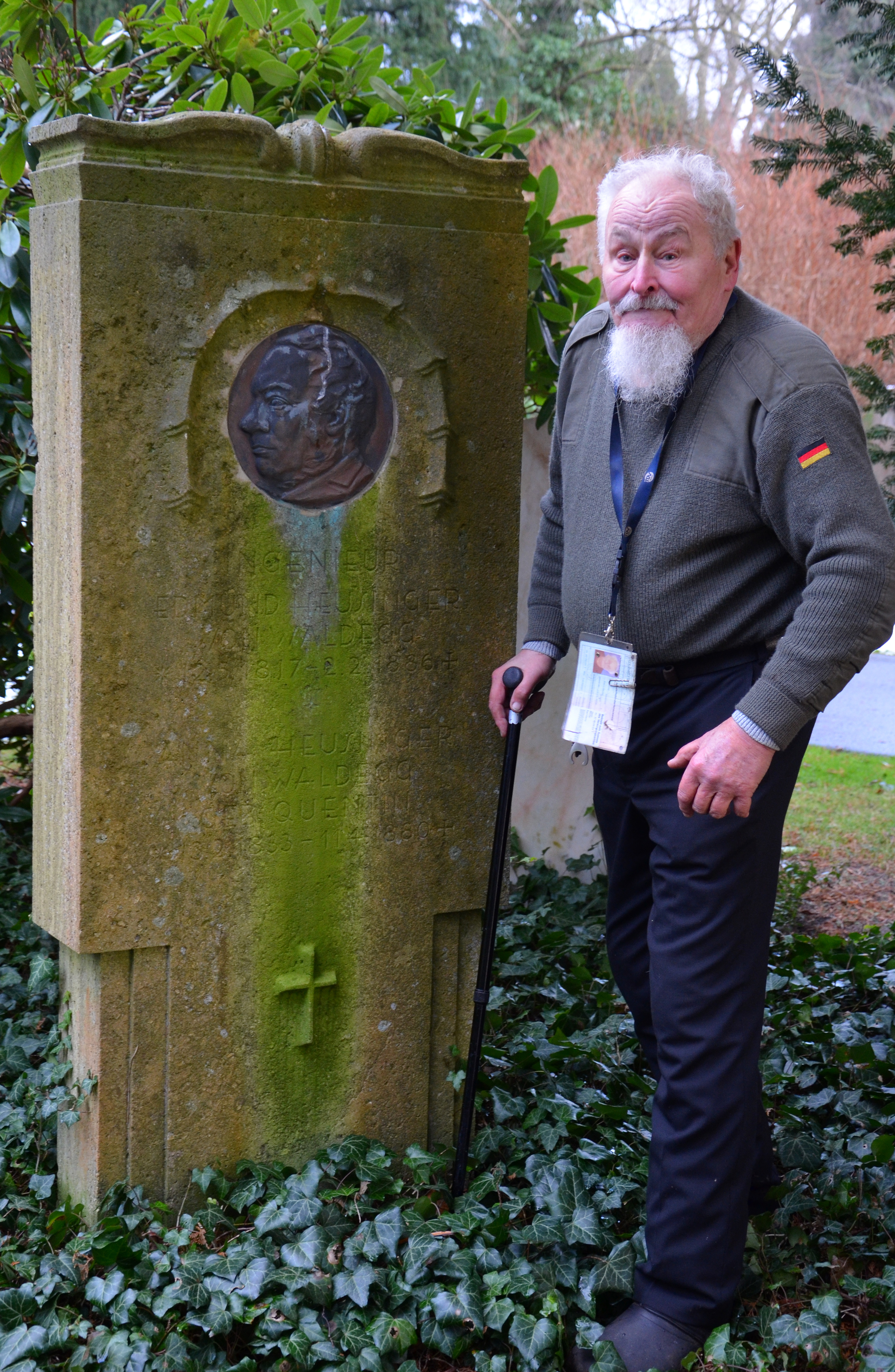
Wiederentdecktes Grabmal Edmund Heusinger von Waldegg

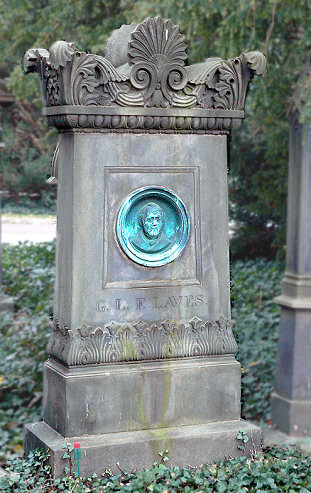
Grabmal Georg Laves

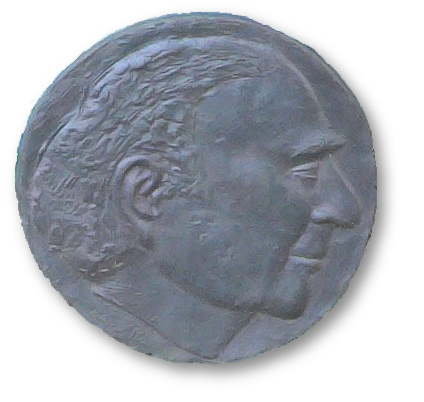
Grabmedaillon Dieter Oesterlen

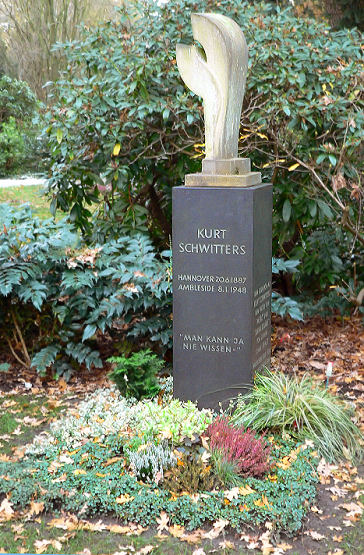
Grab Kurt Schwitters

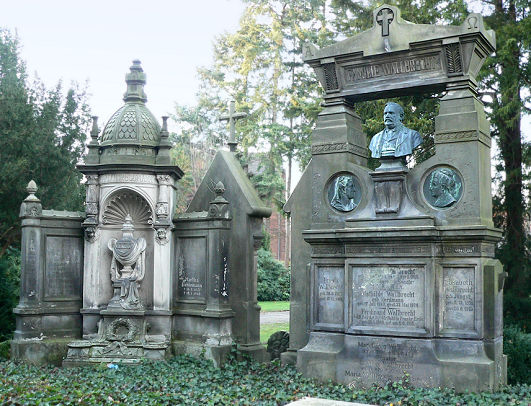
Grabmonument für Ferdinand Wallbrecht

- Hanns Adrian (1931–2003), 1975 bis 1993 Baustadtrat in Hannover
- Bernhard Baier (1912–2003), Wassersportler und Sportfunktionär
- Ernst von Bandel (1800–1876), Bildhauer, Schöpfer des Hermannsdenkmals in Detmold
- Ludwig Barnay (1842–1924), Schauspieler und Theaterdirektor
- Friedrich Eduard Behrens (1836–1920), Industrieller
- Wilhelm Beuermann (1937–2006), Maler, Grafiker und Dichter
- Wilhelm Blumenberg (1863–1949), Pastor der Aegidienkirche
- Hermann Wilhelm Bödeker (1799–1875), Pastor der Marktkirche, Wohltäter
- Heinrich Friedrich Brehmer (1815–1889), Medailleur, Münzgraveur und Goldschmied
- Walter Bruch (1908–1990), Farbfernsehpionier
- Heinrich Christian Burckhardt (1811–1879), Forstdirektor
- Georg von Cölln (1837–1908), Unternehmer, („ehemaliges Mausoleum“)[4]
- Friedrich Georg Hermann Culemann (1811–1886), Unternehmer, Kunst- und Büchersammler, Senator
- Karl Dammann (1839–1914), Direktor der tierärztlichen Hochschule
- Karl August Devrient, eigentlich De Vrient, auch Carl (1797–1872), Schauspieler
- Ludwig Droste (1814–1875), Architekt, Stadtbaumeister
- Georg Ebeling (1853–1925), Bergrat
- Karl Elkart (1880–1959), Architekt, Stadtplaner
- Otto von Emmich (1848–1915), General
- Roland Engelhard (1868–1951), Bildhauer
- Wilhelm Engelhard (1813–1902), Bildhauer
- Gustav Fink (1854–1933), Bürgermeister
- Joseph Gauß (1806–1873), Eisenbauingenieur, Oberbaurat der hannoverschen Eisenbahndirektion, ältester Sohn des Mathematikers Carl Friedrich Gauß
- Mike Gehrke (1943–2004), Stadtimagepfleger[5]
- Yvonne Georgi (1903–1975), Tänzerin
- Otto Gleichmann (1887–1963), Maler des Expressionismus
- Hans Graeven (1866–1905), Archäologe, Klassischer Philologe, Museumsdirektor
- Adolf Grimme (1889–1963), erster niedersächsischer Kultusminister 1946 bis 1948, erster Direktor des NWDR 1948 bis 1956
- Karl Günther (1822–1896), Tiermediziner
- Hugo Haase (1857–1933), Karussell- und Achterbahnbauer
- Ferdinand Haltenhoff (1836–1891), Stadtdirektor
- Conrad Wilhelm Hase (1818–1902), Architekt
- Wilhelm Hauschild (1902–1983), Fotograf
- Bernhard Hausmann (1784–1873), Fabrikant, Kunstsammler
- Edmund Heusinger von Waldegg (1817–1886), deutscher Maschinenbau- und Eisenbahningenieur
- Rudolf Hillebrecht (1910–1999), Stadtbaurat von Hannover
- Werner Holtfort (1920–1992), Jurist, sozialdemokratischer Politiker
- Agnes Hundoegger (1858–1927), Musikpädagogin
- Karl-Hermann Jacob-Friesen (1886–1960), Archäologe, Direktor des Landesmuseums
- Karl Jatho (1873–1933), Flugpionier
- Karl Karmarsch (1803–1879), Technologe
- Friedrich Kaulbach (1822–1903), Maler
- Hermann Kestner (1810–1890), Kunstsammler, Stifter des Kestner-Museums, Enkel Charlotte Kestners
- Heinrich Kirchweger (1809–1899), Eisenbahningenieur
- Dietrich Kittner (1935–2013), Kabarettist
- Konrad Kittner (1962–2006), Musiker
- Wilhelm von Knobelsdorff (1825–1908), preußischer Generalmajor und Heraldiker
- Albert Knoevenagel (1825–1907), Maschinenfabrikant in Linden
- Heinrich Köhler, Architekt und Hochschullehrer
- Edmund Koken (1814–1872), Landschafts- und Porträtmaler
- Karl Krolow (1915–1999), Schriftsteller
- Karl Lange (1811–1867), Bauunternehmer und Stifter
- Georg Ludwig Friedrich Laves (1788–1864), Architekt, Stadtplaner
- Adolf Wilhelm Leonhardt (1815–1880), Jurist, preußischer Justizminister
- Georg Lichtenberg (1852–1908), Bürgermeister von Linden
- Wilhelm Mackensen (1869–1955), Architekt
- Arthur Menge (1884–1965), Oberbürgermeister
- Gustav Noske (1868–1946), sozialdemokratischer Politiker
- Curd Ochwadt (1923–2012), Schriftsteller, Übersetzer
- Dieter Oesterlen (1911–1994), Architekt
- Carl Peters (1856–1918), Kolonialpolitiker
- Bernhard Pfad (1885–1966), CDU-Politiker, erster niedersächsischer Innenminister 1946
- Johann Carl Hermann Rasch (1810–1882), Stadtdirektor
- Ludwig Roselius (1874–1943), Kaufmann, Industrieller (Kaffee HAG), Kunstmäzen
- Giselher Schaar (1934–2001), Rundfunk-Journalist
- Hermann Schaedtler (1857–1931), deutscher Architekt
- Albrecht Schaeffer (1885–1950), Schriftsteller
- Georg Schnath (1898–1989), Archivar, Historiker
- Kurt Schwitters (1887–1948), Maler, Graphiker, Schriftsteller
- Siegmund Seligmann (1853–1925), Kaufmann, Kommerzienrat, Generaldirektor der Continental-Gummi-Werke
- Katrin Sello (1941–1992), Kunsthistorikerin
- Adolf Tellkampf (1798–1869), Mathematiker, Schuldirektor
- Heinrich Tieste (1815–1882), Wundarzt und Geburtshelfer
- Heinrich Tramm (1854–1932), Stadtdirektor
- Ludwig Vierthaler (1875–1967), Bildhauer
- Orli Wald (1914–1962), deutsche Widerstandskämpferin, nach ihr wurde 2007 die vor dem Friedhof verlaufende frühere Alte Döhrener Straße umbenannt in Orli-Wald-Allee
- Ferdinand Wallbrecht (1840–1905), Architekt, Bauunternehmer, nationalliberaler Politiker
- August Waterbeck (1875–1947), Bildhauer
- August Werner (1845–1916), Grabmal mit einem Engelsrelief von Hermann Schaper[6]
- Felix zur Nedden (1916–2013), Stadtbaurat und Architekt